# الباحث العلمي (جوجل)
جوجل سكولار أو الباحث العلمي من جوجل (بالإنجليزية: Google Scholar) هو محرك بحث خاص بالمؤلفات العلمية والأكاديمية التي يحتاج إليها الباحثون والدارسون. من مكان واحد، يمكنك البحث عبر العديد من المجالات العلمية ومصادر المعلومات: أبحاث معتمدة ورسائل علمية وكتب وملخصات ومقالات من ناشرين أكاديميين وجمعيات متخصصة ومراكز جمع المعلومات قبل طباعتها والجامعات وغير ذلك من مؤسسات البحث العلمي.
يساعدك الباحث العلمي من جوجل على التعرف على أكثر الأبحاث العلمية صلة بمجال بحثك في عالم البحث العلمي.

## التاريخ
انبثقت فكرة الباحث العلمي عن نقاش دار بين موظَفَين كانا يعملان في تصميم فهرسة محرك البحث جوجل لمحتويات الإنترنت، وهما أليكس فيرستاك وأنوراغ أتشاريا. كانت غايتهما إيجاد «حلول أكثر فعالية بنسبة عشرة بالمئة لمشاكل العالم» عبر إتاحة وصول أسهل وأكثر دقّة للمعرفة العلميّة. استلهمت جوجل الشعار الكتابيّ لمشروعها الباحث العلمي "Stand on the shoulders of giants" (العربيّة: قف على أكتاف العمالقة، رسميَّاً بالعربيّة: انطلق بمعاونة العمالقة) من استعارة أدبيّة شهيرة للفيلسوف الفرنسيّ برنارد من شارتريس، والتي كانت تشير جوجل من خلالها للعلماء كلٌّ في مجاله وحقل دراسته طيلة القرون الماضية، والذين أعطوا علماء اليوم الأساس الذي يبنون عليه إنجازاتهم الفكريّة الجديدة.
تمتَّع الباحثون بميزات عديدة من خلال مشروع الباحث العلمي، ففي عام 2006 أطلقت الباحث العلمي ميزة الاستشهاد باقتباس من خلال برامج إدارة المراجع (كبرامج ريفووركس وريفمان وإندنوت وبب تخ). وفي عام 2007 أعلن أتشاريا إطلاق الباحث العلمي لمشروع يهدف إلى رقمنة واستضافة مقالات المجلّات بعد الاتفاق مع ناشريها، بشكل منفصل عن خدمة كتب جوجل التي تقوم ببعض أعمال أرشفة المجلات القديمة دون أن تضمِّن البيانات الوصفيّة اللازمة للتعرُّف على المقالات بشكل نوعيّ. وفي العام 2011 أزالت جوجل أيقونة الباحث العلمي من شريط الأدوات في صفحات محرك البحث جوجل، مما جعل الوصول إلى خدمة الباحث العلمي واكتشافها من قِبل المستخدمين غير العارفين بها أصعب. وفي تلك الفترة، تطورت الخدمات الأكاديميّة الأخرى الموجودة على الإنترنت كسايت سير وسيروس وخدمة البحث الأكاديمي من محرّك مايكروسوفت بينغ (سابقاً Live Search)، وقد اختفت بعض هذه الخدمات الآن، وبالرغم من هذا قامت مايكروسوفت عام 2016 بإطلاق منافس جديد وهو مايكروسوفت أكاديميك (الإنجليزيّة: Microsoft Academic).
وفي عام 2012، أُدخل تحسين كبير على خدمة الباحث العلمي من خلال تمكين الباحثين من إنشاء ملف شخصيّ لهم، يُقدِّمُ الاقتباسات والاستشهادات البحثيّة بأعمال الباحث لمستخدمي الموقع.
وفي نوفمبر من العام 2013، أطلقت الباحث العلمي ميزة حفظ المستخدم المُسجّل لنتائج عمليات البحث التي يجريها من خلال الباحث العلمي في «مكتبة الباحث العلمي»، وهي عبارة عن تجميعة شخصيّة لمستخدم الباحث العلمي المُسجّل، تُمكّنه من تنظيم النتائج التي حصل عليها من عمليات البحث. وحاليَّاً، تقدم الباحث العلمي ميزة ترتيب المجلات الأكاديميّة بحسب تأثيرها من خلال زر «مقاييس» في الخدمة، إذ تظهر للمستخدمين قائمة بأكثر المجلات الأكاديميّة تأثيراً في كل مجال أكاديميّ، كما يمكن للمستخدم الوصول إلى المقالات التي نشرتها هذه المجلات ودفعت بترتيبها على هذا التصنيف إلى المرتبة التي هي عليها.

## الميزات والمواصفات
تسمح الباحث العلمي للمستخدمين بالبحث في المقالات بنسختيها المرقمنة وغير المرقمنة، سواء كانت على الإنترنت أو في المكتبات. كما تفهرس «مقالات المجلات بنصوصها الكاملة والتقارير التقنيّة والمطبوعات الأولية والأطروحات والكتب والمستندات الأخرى، بما في ذلك صفحات الإنترنت التي تُعتبر 'علميّة'». وعلى اعتبار أن الكثير من نتائج البحث التي يعرضها الباحث العلمي تعود لمجلات تجاريّة، فمن المتاح لمعظم المستخدمين الوصول إلى ملخصات مقالات هذه المجلات، إلى جانب تفاصيل الاستشهاد بالمقالة، وعلى المستخدم حينها دفع المال ليكون قادراً على الوصول إلى كامل المقالة التي يطلبها. أما بالنسبة للنتائج التي تظهر للمستخدم، يعتمد الباحث العلمي على ترتيبها بحسب الكلمات المفتاحيّة وبحسب تقييم كاتب المقالة وعدد المراجع التي استشهدت بها ومدى ارتباطها بالأدبيات الأكاديميّة ومرتبة منشورات المجلة.

### المجموعات والوصول إلى الأدبيات
تقدّم الباحث العلمي خلال استعراض المستخدم لمقالةٍ ما، رابطاً يصل المستخدم إلى مقالات المجلّة الناشرة، وفي عام 2005، كان هناك الرابط يصل المستخدم إلى النسخ التي يتيحها الاشتراك بالمجلات أو النسخة المجانية من المقالة، وخلال أغلب عام 2006، قدمت الباحث العلمي رابطاً يصل بالمستخدم إلى إصدارات الناشرين فقط. ومنذ ديسمبر 2006، قدمت الباحث العلمي روابطاً تصل إلى الإصدارات المنشورة من المقالة والأراشيف ذات الوصول المفتوح على الإنترنت الحاوية على المقالة، بما فيه تلك صفحات الكليَّات الأكاديميّة على الإنترنت والمصادر الأخرى غير المهيكلة اعتماداً على التشابه. على المقلب الآخر، لا تمسح الباحث العلمي للمستخدم بتصفية نتائج البحث بالاعتماد على المصادر مفتوحة الوصول وتلك المقيّدة برسوم مالية.

### تحليل وأدوات الاستشهاد
تمنح الباحث العلمي ميزة الوصول إلى ملخصات المقالات التي تستشهد بالمقالة التي يستعرضها المستخدم. وفي إطار هذه الميزة، يمكن للمستخدم الوصول إلى مؤشر الاستشهاد، والذي لم يكن موجوداً من قبل في الباحث العلمي بينما كان متوفّراً في محركات البحث الأكاديمي الأُخرى كسايت سير وسكوبس وشبكة العلوم. كما تقدّم الباحث العلمي راوبط للمستخدمين تمكنهم من الحصول على قائمة بالمقالات التي تستشهد بالمقالة التي يستعرضها المستخدم، وإمكانية استيراده لها إلى برامج إدارة المراجع كزوتيرو مثلاً.
كما تعرض الباحث العلمي ملفات للتعريف بالباحث المُستَشهَد به، وهذه الملفات التعريفيّة يمكن للباحث نفسه تعديله. كما يمكن للمستخدمين المسجلين بحسابات جوجل والمرتبطين بمؤسسات أكاديميّة، يمكن لهم إنشاء صفحات خاصة بهم تحتوي على معلومات تتعلَّق باهتماماتهم واستشهاداتهم. تقوم خدمة الباحث العلمي بشكل آلي بحساب وعرض إجمالي عدد الاستشهادات بالنسبة لكل فرد، إلى جانب مؤشرات h و i10. ووفقاً لجوجل، «عرضت ثلاث أرباع صفحات البحث عبر الباحث العلمي [...] روابط للملفات الشخصيّة العامة لكتاب المقالات المختلفة» بحلول أغسطس 2014.

### المقالات المرتبطة
يقدم الباحث العلمي من خلال زر «المقالات المرتبطة» قائمةً بالمقالات المرتبطة جداً بالمقالة المعروضة، مُرتِّبَاً إياها من خلال تشابهها مع المقالة المعروضة، آخذاً بالاعتبار مدى ارتباط كل مقالة في هذه القائمة بالبحث الأصلي الذي أجراه المستخدم.

### قاعدة بيانات القضايا القانونية الأمريكيّة
أنشأ الباحث العلمي قاعدة بيانات لتوثيق الحالات القانونيّة في الولايات المتحدة، يمكن للمستخدمين البحث فيها وقراءة الآراء المنشورة بشأن قضايا الاستئناف والمحكمة العليا للولايات المتحدة منذ العام 1950، والمحاكم المقاطعات الفيدراليّة الأمريكيّة، ومحاكم الاستئناف والضرائب والإفلاس منذ عام 1923، وقضايا المحكمة العليا الأمريكيّة منذ العام 1791. كما تعرض الباحث العلمي في نصوص هذه القضايا روابط للاستشهاد، كما ويسمح زر How Cited للمستخدمين بالبحث في السوابق القضائيّة والاستشهادات اللاحقة بهذه القضايا والأحكام التي صدرت فيها. إلى جانب القدرة على الموائمة ما بين نصوص قاعدة البيانات وقواعد البيانات ومحركات البحث القانونية الأخرى كويست لو وليكسس نيكسس.

## خوارزمية الترتيب
بينما تتيح معظم قواعد البيانات ومحركات البحث الأكاديميّة للمستخدمين بتحديد عامل تصفية واحد لعمليات البحث (كالارتباط أوعدد الاقتباسات والاستشهادات أو تاريخ النشر)، فإن الباحث العلمي يقوم بترتيب نتائج البحث من خلال خوارزمية متعددة العوامل «كما يفعل الباحثون، آخذاً بعين الاعتبار نص المقالة الكامل والمؤلف والمنشور الذي ظهرت فيه المقالة، وعدد الاقتباسات منها في الأدبيات البحثيّة». أظهرت أبحاث أُجريت على الباحث العلمي، أن محرَّك البحث يولي أهميّة كبيرة لعدد مرات الاقتباس والكلمات الواردة في عنوان المستند. فبينما يكون وزن عامل عدد الاقتباسات في عمليات البحث بحسب المؤلف أو تاريخ النشر محدَّداً، تكون عمليات البحث بالكلمات المفتاحيّة معتمدة إلى حد أكبر بكثير على عدد الاقتباسات، بل ويغدو العامل الأكثر أهميّة في ترتيب النتائج، إلى جانب عوامل أخرى أقل أهميّة مشاركة أيضاً. ومن ثمّ، فإن نتائج البحث الأولى في أي موضوع، غالباً مقالات ذات عدد اقتباسات كبيرة.

## الإشكاليات والانتقادات
وجد بعض الباحثين في خدمة الباحث العلمي خدمة تستحق المقارنة من حيث الجودة والفائدة بقواعد البيانات القائمة على الاشتراكات عند النظر إلى الاقتباسات والاستشهادات بالنسبة لمقالات ومجلَّات أكاديميّة معينة. وتدرك مثل هذه المراجعات لخدمة الباحث العلمي بأن ميزات كميزة Cited By على الوجه الخصوص يجعلها منافساً قويَّاً لمحركات بحث كسكوبس وشبكة العلوم. إلا أن دراسةً أُجريت على المقالات المنشورة في المجال الطبيّ الحيويّ، وجدت أن معلومات الاقتباس لمقالات هذا المجال "غير دقيقة في بعض الأحيان، وغالباً غير مُحدَّثة". ويمكن اعتبار تغطية محرك بحث الباحث العلمي متنوعة بين مجال وآخر، على عكس قواعد البيانات العامة الأخرى. إلى جانب أن الباحث العلمي يسعى لتضمين أكبر عدد ممكن من المجلات، بما في ذلك المجلات الاستغلاليّة، والتي "لوَّثت السجل العلميّ العالمي بعلوم زائفة، وهو سجل يفهرسه الباحث العلمي بإخلاص وربما بشكل أعمى في فهرسته المركزية"." إذ لا ينشر الباحث العلمي قائمة بالمجلات أو جهات النشر التي يفهرسها، كما أن تواتر تحديثاتها غير محدد.
تشير أدلة القياس المتعلقة بالمراجع والفهرسة، إلى أن تغطية الباحث العلمي للعلوم الطبيعيّة والاجتماعيّة منافسة بشدّة لقواعد البيانات الأكاديميّة الأخرى، ولكن بدءاً من العام 2017، لم يتم إجراء دراسة تجريبيّة لتغطية الباحث العلمي للفنون والدراسات الإنسانيّة، ولاتزال فائدة الباحث العلمي في مثل هذه المجالات غامضة. كما أن بدايات الباحث العلمي لم تتصف بهذه التغطية الشاملة، إذا لم يسمح بعض الناشرين بتضمين منشوراتهم في فهرس الباحث العلمي. وقد شملت فهرسة الباحث العلمي لمنشورات مجلات إيلزيفر في منتصف عام 2007، حيث أتاحت إيلزيفر محتوياتها العلميّة على الباحث العلمي ومحرك بحث جوجل الرئيسيّ. ومع ذلك، قدَّرت دراسة أُجريت عام 2014 أن محرك الباحث العلمي للبحث بإمكانه الوصول إلى حوالي 90% (حوالي 100 مليون) من المستندات البحثيّة المكتوبة باللغة الإنجليزيّة على الإنترنت. وقد وجدت دراسة طوليّة واسعة النطاق أن ما بين 40 إلى 60 بالمئة من المقالات العلميّة مُتاحة بنصها الكامل عبر روابط الباحث العلمي.
كما يُوجَّه انتقاد يتعلَّق بمدى اعتبار عدد مرات الاقتباس ودورها في خوارزمية الترتيب، وبشكل أكثر دقَّة يُنتقد لتعزيزه لما يُعرف بتأثير متى، إذ أنه نظراً لتواجد الأوراق العلميّة ذات أعداد الاقتباسات والاستشهادات الكبيرة، نظراً لتواجدها ببداية نتائج البحث، ينصرف نظر المستخدمين لجوجل سكولار عن الأوراق العلميّة المنشورة حديثاً، وبالتالي فإن عدد الاقتباسات منها سيظلُّ منخفضاً نسبيَّاً. ويتضح «تأثير الباحث العلمي» ظاهريَّاً عندما يلتقط الباحثون ويستشهدون بالأعمال الأكاديميّة التي تظهر لهم أولاً في نتائج بحث الباحث العلمي بغض النظر عن مدى جدواها ومساهمتها في البحث الذي يعملون عليه، لأنهم يفترضون مصداقية هذه الأعمال تلقائياً. يواجه الباحث العلمي إلى جانب ما سبق مشكلةً في التعرُّف على منشورات موقع أرخايف (الإنجليزيّة: arxive) بصيغة ما قبل الطباعة. إذ تظهر مشكلة في تداخل الأحرف في عنواين الأوراق، كما لا يتعرَّف الباحث العلمي عن أسماء المؤلفين، مما يؤدي إلى نتائج بحث خاطئة. كما أن محرك بحث جوجل العلميّ مُعرض بدرجة كبيرة للاحتيال. إذ أثيت باحثون من جامعة كاليفورنيا في بركلي وأوتو فون-غريكي ماغديبورغ أن عدد الاقتباسات من الأوراق المفهرسة على محرك بحث الباحث العلمي عرضة للتلاعب، إذ بالإمكان نشر ورقة كاملة دون أن تكون أكاديميّةً حتى باستخدام برنامج SCIgen، والذي صُمِّم من باب التسلية لا أكثر، وقد خلصوا إلى أن أعداد الاقتباسات ينبغي على الباحث العلمي أن تقنن بحذر استخدام عامل عدد الاقتباسات كعامل للتفضيل في ترتيب نتائج البحث كاستعمال مؤشر h أو معامل التأثير. وبالفعل بدأ محرك بحث جوجل الأكاديمي بإدراج مؤشر h في خورزمياته في العام 2012. سبق هذا الأمر تجربةٌ أُخرى أجراها عالم الحواسيب سيريل لابيه من جامعة جوزيف فورييه، تحدَّثت عن طرق التلاعب بمؤشر إتش عبر مغافلة محرك بحث الباحث العلمي، إذ قام هذا الباحث باستخدام برنامج SCIgen بإنتاج ما يُقارب 102 ورقة علميّة مزيفة استشهد في كل واحدة منها بالأخرى، إلى جانب اقتباسه من أوراق علميّة حقيقيّة، ونشرها تحت اسم مُستعار Ike Antkare، فحصل هذا الاسم المزيف على تقييم عالٍ بموجب المؤشر إتش في قواعد بيانات الأوراق العلميّة، مُتقدِّماً حتى على ألبرت آينشتاين.
أمرٌ آخر، وهو نشر الحالات القضائيّة، فحتى عام 2010 لم يكن الباحث العلمي قادراً على نشر الحالات القضائيّة مثلما قاعدة البيانات القانونية ليكسس نيكسس. وعلى عكس بقية فهارس الأعمال الأكاديميّة مثل سكوبس وشبكة العلوم، ليس لدى الباحث العلمي واجهة برمجيّة لأتمتة استرجاع البيانات. كما أن الحصول على محتويات نتائج البحث مقيّد بشدة في الباحث العلمي من خلال محدد المعدّل واختبارات الكابتشا التي تظهر للمستخدم. إضافةً إلى أن الباحث العلمي لا يعرض أو يصدِّرُ مُعرِّفات للكائنات الرقميّة (الإنجليزيّة: Digital Object Identifiers، اختصاراً DIOs) وهو معيار فهرسة أكاديميّ واقعيّ تُدمجه كل محركات البحث الأكاديميّة في خوارزمياتها عند التعاطي مع الناشرين الأكاديميين الرئيسيِّين للإشارة إلى الأعمال الأكاديميّة المتميزة.

## تحسين الباحث العلمي
ظهر علم تحسين محركات البحث (الإنجليزيّة: Search engine optimization، اختصاراً SEO) بغية تحسين محركات البحث التقليديّة على الإنترنت كجوجل مثلاً، واكتسبت شعبيّة هائلة خلال السنوات الماضية. ولسنوات عديدة، طُبِّق تعاليم SEO على محركات البحث الأكاديميّة كجوجل سكولار. هذا ودُعي SEO المُطبَّق على محركات البحث الأكاديميّة بـ ASEO اشتقاقاً من العبارة Academic Search Engine Optimization والتي تعني تحسين محرك البحث الأكاديميّ، ويُعرَّف هذا المصطلح على أنه «خلق ونشر وتعديل الأدبيات البحثيّة بشكل يجعل تضمينها وفهرستها في محركات البحث الأكاديميّة أسهل». وقد طبَّقت شركات نشر كإلزيفير وأوبن ساينس ومندلي ومنشورات ساج بغية تحسين مراتب المقالات التي تنشرها هذه الجهات في محرك الباحث العلمي.

## روابط إضافيّة
- الباحث العلمي
- مدوَّنة الباحث العلمي
- الفهرسة والفهارس في موسوعة إيسكو لمنظومة المعرفة Encyclopedia of Knowledge Organization